# ザスバッハの戦い
ザスバッハの戦い（ザスバッハのたたかい、ドイツ語: Schlacht bei Sasbach）は、仏蘭戦争中の1675年7月27日、フランス王国と神聖ローマ帝国の間で行われた戦闘。砲撃戦が主であったこの戦闘において、フランス大元帥のテュレンヌ子爵が戦死した。

## 背景

### 仏蘭戦争
仏蘭戦争の原因は、フランス王ルイ14世が栄光を求めて軍事上の勝利を得ようとしたことと、1667年から1668年までのネーデルラント継承戦争においてネーデルラント連邦共和国（オランダ）が裏切ったことに対して懲罰を与えることの2点だった。オランダははじめフランスの同盟国だったが、ルイ14世の領土拡大に対する野心に直面するとイングランド王国とスウェーデン王国と三国同盟を締結してフランスの拡張主義を阻害した。ルイ14世はネーデルラント継承戦争では譲歩したが、直後に資金力でスウェーデンとイングランドを取り入れて同盟から離脱させた。そして、フランスは1672年にオランダに侵攻した。しかし、オランダは侵攻を阻止することに成功、やがて神聖ローマ帝国などほかの国が対仏戦争に参戦した。
1674年末から1675年初にかけてのテュレンヌの冬季戦役において、アレクサンドル・ド・ブルノンヴィル率いる帝国軍はアルザスから追い出された。テュレンヌは敵より少人数の軍勢を率いて、冬季の厳寒の中、敵の側面を通過、1675年1月5日のテュルクハイムの戦いで勝利してブルノンヴィルを撤退させた。

### 1675年の戦役
ブルノンヴィルが敗北した後、ライモンド・モンテクッコリが入れ替わりで南ドイツにおける帝国軍の指揮を執った。彼は失地を挽回すべく、ストラスブールでライン川を渡ってアルザスを再占領しようとした。1675年春、彼はシュヴァルツヴァルトを通って西へ進軍、ライン川流域に入った。そこでブルノンヴィルの敗残兵約8千人をかき集めると、帝国軍は歩兵1万8千と騎兵1万4千にまで膨れ上がった。5月20日、モンテクッコリはヴィルシュテットに本営を設けた。同じ頃には帝国軍の偵察部隊がライン川東岸、ストラスブールの対岸にあるケールに到着した。
モンテクッコリがライン川東岸に接近すると、テュレンヌ率いる歩兵2万と騎兵1万5千はライン川西岸で帝国軍を足止めしようとした。テュレンヌは当時帝国自由都市であったストラスブールに同市の橋を帝国軍に使わせないよう要求したが、テュレンヌの直近の勝利にさほど感銘を受けなかったストラスブール政府は帝国を支持した。ストラスブールが5月22日にモンテクッコリに渡河の許可を与えたほか、その本営に珍味を送った。モンテクッコリは渡河したが、軍は伴っていなかった。彼は軍をケールに移動させるのを装った後、すぐに北上して別の渡河点を探した。

### 両軍の行軍
5月31日、モンテクッコリはシュパイアーでライン川西岸に渡ったが、テュレンヌを北に誘うための陽動にすぎず、帝国軍は6月4日には東岸へと戻った。テュレンヌは惑わされず、フランス軍は6月6日にストラスブールの南にあるオッテンハイム（Ottenheim）で仮橋を建てはじめ、8日には渡河を終えた。これにより両軍ともライン川東岸に位置することとなった。テュレンヌはモンテクッコリと同じくヴィルシュテットを本営とした。帝国軍は慌ててケールとストラスブールへの道を塞いでいるフランス軍を攻めた。シャルル・ド・ロレーヌ（後のロレーヌ公シャルル5世）率いる帝国軍の前衛4千人はフランス軍を攻撃したが失敗した。
モンテクッコリはテュレンヌをケールから引き離すべく、再び陽動を試みた。彼はフランス軍の東側、シュヴァルツヴァルトに沿って進軍してオッフェンブルクを占領した。さらに軍を南に派遣してオッテンハイムにあるフランス軍の橋を脅かした。しかしテュレンヌはまたしても動じず、オッテンハイムの橋を北に移動させてヴィルシュテット近くに置いた。その後、両軍は1週間にわたって睨み合いを続け、どちらも開戦に持ち込もうとしなかった。やがて、糧秣不足によりモンテクッコリは北へ撤退、陣地をストラスブールから10マイルのレンチ川近くに置いた。彼はエネアス・デ・カプラーラ伯爵率いる軍勢5千をオッフェンブルクの占領に残した。テュレンヌもヴィルシュテットに駐留軍を残して帝国軍の新しい陣地に向かった。
両軍とも補給と天候に悩まされた。フランス軍の軍馬は葉っぱを食べる羽目になり、兵士も長く続いた雨に苦しんだ。兵士たちが天気が良くなるのを待っている間、テュレンヌは危うく殺される目に遭った。平民数人が士官たちとテュレンヌに銃撃するという事件が起こり、テュレンヌの近くに立っていた歩哨を殺害したのだった。7月22日に雨が止むと、テュレンヌはモンテクッコリをレンチ川にくぎ付けにすべく行軍を開始した。フランス軍の前衛はガムスフルストで帝国軍を攻撃したが撃退された。モンテクッコリも7月23日から24日にかけて攻撃を行おうとしたが霧に阻まれた。7月25日と26日にも戦闘が続いたが、レンチ川沿岸では勝ち目がないと判断したモンテクッコリはシュヴァルツヴァルトへの撤退を命じ、オッフェンブルクを占領していたカプラーラにも合流するよう命令を発した。

## ザスバッハの遭遇戦
テュレンヌは帝国軍を追ったが、この時点では両軍とも消耗しており、約2万5千人まで減っていた。7月27日の朝、フランス軍はザスバッハ村で陣地を敷いていた帝国軍を発見した。帝国軍の陣地はザスバッハ川の後ろ、山のふもとに位置していた。帝国軍の荷物は村の先にあるマツの林へ移動していた。モンテクッコリは森を掩護として使い、ザスバッハの村と右翼にある古い城塞にマスケット銃隊を配置した。彼がこの陣形をとった理由はカプラーラとの合流を待っていたためであったが、カプラーラはフランス軍に阻まれて遠回りをしなければならなかったため遅れていた。
フランス軍はザスバッハ川の南で戦列を形成、歩兵を前に、騎兵を後ろに配置した。テュレンヌは砲兵中将のサンティレール領主ピエール・ド・モルメ（Pierre de Mormez）に命じて大砲の配置を決めさせた。フランス軍の志願兵が前進して近くの家屋に射撃したほか、フランス軍が大砲8門で教会と城塞を砲撃した。村の一部が炎上したが、帝国軍が墓地と教会の庭で野戦用の防御工事を施したためフランス軍の砲撃は効果が薄かった。帝国軍の砲兵も砲撃を開始、砲撃戦となった。テュレンヌはフランス王ルイ14世に帝国軍が撤退を開始したらそれを攻撃すると報せを送った。彼は成功を確信したか将軍たちと状況を話し合った。このとき、フランス軍は帝国軍の部隊が多くの動きをしていたが、これは帝国軍の不決断を示しており、その撤退が近いように見えた。

## テュレンヌの死
午後2時頃、モルメはテュレンヌにヘルマン・フォン・バーデン＝バーデン率いる帝国軍の砲兵の攻撃を止めるべく設置した大砲を視察するよう求めた。このとき、士官の1人が敵軍の砲火に気をつけるよう注意を促した。砲撃が特に激しい理由にはモルメが赤いマントを羽織っていて格好の的になったことが挙げられる。Laura Wardによると、テュレンヌは助言に従って気をつけており、「わたしは今日殺されたくない」（je ne veux point etre tue aujourd'hui）と発言したという。モルメとテュレンヌが打ち合わせている間、帝国軍の砲弾が2人を直撃した。この砲撃によりモルメは左腕を失い、テュレンヌは肩から側面を貫通された。テュレンヌは2歩歩き、言葉を発することはなく倒れた。モルメは生き延びたが、テュレンヌはこの傷で死亡した。
フランス軍ははじめテュレンヌの死を隠そうとした。一方、モンテクッコリは午後の中ごろになっても全面戦闘にならないのを意外に感じていた。やがて、テュレンヌの死を知ると、彼は「今日、人類に栄光をもたらした人間が死んだ。」と述べたという。

## 戦闘の終結とその後
テュレンヌの死がフランス軍の間に知れ渡ると、悲痛、仰天、怒りなど様々な感情が巻き起こった。兵士たち、特に歩兵たちはテュレンヌ元帥を好んだ。一部では「我らの父は死んだが、その仇は必ず討つ」（Notre pere est mort, mais il faut le venger.）との声もあった。士官の1人が一時異議を唱えたが、当時中将であったギー・アルドンセ・ド・デュフォール・ド・ロルジェが指揮を引き継いだ。フランス軍は砲撃を続けたが、やがて大規模な戦闘にならないことが明らかになった。フランス軍は7月29日から30日にかけての夜に紀律を保って撤退した。志願兵の1人は後にテュレンヌの計画が彼の死とともに崩れ去ったと述べ、指揮を引き継いだ将軍たちの軍功は安全にライン川を渡って宮廷の命令を待ったという一点だけだったとも述べた。モンテクッコリは撤退するフランス軍を追撃したが、27日にテュレンヌの死を知った直後に攻撃しなかった理由は不明だった。テュレンヌからの攻撃を防ぐ必要があった場面でもあったため、攻撃を考えなかった可能性もあった。モンテクッコリはシュッテル川でフランス軍と戦ったがフランス軍がアルザスへと撤退することを防ぐことができなかった。